# 札幌人
札幌人（さっぽろじん）は、札幌グラフコミュニケーションズが発行する季刊誌。2011年2月発行の第27号をもって休刊した。

## 概要
「わんだーらんど札幌を読み解く」をキャッチフレーズに2004年（平成16年）創刊。魅力的なひと・場所・もの・できごとなど、札幌の都市文化や歴史等に関する特集を組んできた。
発行人の一身上の都合により、定期刊行物としての本誌の制作が困難となったことから、2011年2月1日発行の第27号を最終号として休刊となった